# Luzillé
Luzillé és un municipi francès, situat al departament de l'Indre i Loira i a la regió de Centre – Vall del Loira. L'any 2007 tenia 893 habitants.

## Demografia

### Població
El 2007 la població de fet de Luzillé era de 893 persones. Hi havia 348 famílies, de les quals 79 eren unipersonals (29 homes vivint sols i 50 dones vivint soles), 116 parelles sense fills, 136 parelles amb fills i 17 famílies monoparentals amb fills.
La població ha evolucionat segons el següent gràfic:
Habitants censats

### Habitatges
El 2007 hi havia 471 habitatges, 350 eren l'habitatge principal de la família, 82 eren segones residències i 39 estaven desocupats. 463 eren cases i 5 eren apartaments. Dels 350 habitatges principals, 276 estaven ocupats pels seus propietaris, 61 estaven llogats i ocupats pels llogaters i 13 estaven cedits a títol gratuït; 5 tenien una cambra, 29 en tenien dues, 46 en tenien tres, 93 en tenien quatre i 177 en tenien cinc o més. 276 habitatges disposaven pel capbaix d'una plaça de pàrquing. A 143 habitatges hi havia un automòbil i a 181 n'hi havia dos o més.

### Piràmide de població
La piràmide de població per edats i sexe el 2009 era:
| Homes | Edats   | Dones |
| ----- | ------- | ----- |
| 0     | 95 o +  | 0     |
| 4     | 90 a 94 | 4     |
| 12    | 85 a 89 | 12    |
| 4     | 80 a 84 | 8     |
| 12    | 75 a 79 | 28    |
| 28    | 70 a 74 | 24    |
| 20    | 65 a 69 | 16    |
| 20    | 60 a 64 | 20    |
| 20    | 55 a 59 | 8     |
| 40    | 50 a 54 | 20    |
| 8     | 45 a 49 | 32    |
| 36    | 40 a 44 | 16    |
| 28    | 35 a 39 | 24    |
| 28    | 30 a 34 | 36    |
| 20    | 25 a 29 | 20    |
| 12    | 20 a 24 | 8     |
| 28    | 15 a 19 | 8     |
| 16    | 10 a 14 | 12    |
| 36    | 5 a 9   | 32    |
| 24    | 0 a 4   | 20    |

## Economia
El 2007 la població en edat de treballar era de 546 persones, 424 eren actives i 122 eren inactives. De les 424 persones actives 392 estaven ocupades (217 homes i 175 dones) i 33 estaven aturades (22 homes i 11 dones). De les 122 persones inactives 40 estaven jubilades, 32 estaven estudiant i 50 estaven classificades com a «altres inactius».

### Ingressos
El 2009 a Luzillé hi havia 355 unitats fiscals que integraven 896,5 persones, la mediana anual d'ingressos fiscals per persona era de 16.655 €.

### Activitats econòmiques
Dels 33 establiments que hi havia el 2007, 4 eren d'empreses alimentàries, 2 d'empreses de fabricació d'altres productes industrials, 8 d'empreses de construcció, 3 d'empreses de comerç i reparació d'automòbils, 1 d'una empresa de transport, 2 d'empreses d'hostatgeria i restauració, 2 d'empreses d'informació i comunicació, 1 d'una empresa financera, 1 d'una empresa immobiliària, 4 d'empreses de serveis, 2 d'entitats de l'administració pública i 3 d'empreses classificades com a «altres activitats de serveis».
Dels 9 establiments de servei als particulars que hi havia el 2009, 1 era un paleta, 2 guixaires pintors, 2 lampisteries, 1 electricista, 1 perruqueria, 1 restaurant i 1 agència immobiliària.
Dels 4 establiments comercials que hi havia el 2009, 1 era una botiga de menys de 120 m² i 3 carnisseries.
L'any 2000 a Luzillé hi havia 32 explotacions agrícoles que ocupaven un total de 2.717 hectàrees.

## Equipaments sanitaris i escolars
El 2009 hi havia una escola elemental integrada dins d'un grup escolar amb les comunes properes formant una escola dispersa.

## Poblacions més properes
El següent diagrama mostra les poblacions més properes.